# Microneta protrudens
Microneta protrudens är en spindelart som beskrevs av Chamberlin och Ivie 1933. Microneta protrudens ingår i släktet Microneta och familjen täckvävarspindlar. Inga underarter finns listade i Catalogue of Life.